# Главное здание Военно-медицинской академии
Главное здание Военно-медицинской академии — памятник архитектуры. Расположен в Санкт-Петербурге, современный адрес дома — улица Академика Лебедева, 6, Боткинская улица, 8.
У здания два этажа. Оно состоит из центрального корпуса, стоящего в глубине парадного двора, и двух симметричных боковых флигелей, прямоугольных в плане, лицевые фасады которых выходят на улицу. Парадный двор-курдонёр обращён к улице Академика Лебедева.
Проект здания врачебного училища был утверждён 18 декабря 1798 года. Было выбрано место поблизости от уже существующих Сухопутного и Морского госпиталей. Автор проекта неизвестен, однако проект был разработан с участием врачей-экспертов, и здание на момент постройки отвечало самым современным стандартам. В нём предусматривались учебные клиники, аудитории, кабинеты, библиотека, общежитие для студентов. Строительством руководил Антонио Порто. Возможно, в создании здания участвовал А. Воронихин.
Композиция здания типична для русского классицизма конца 1790-х годов. На центральной части фасада размещён портик с шестью колоннами коринфского ордера, над ними расположен фронтон, портик увенчан куполом, похожим на купол Таврического дворца; также куполами увенчаны угловые павильоны боковых флигелей, в качестве украшений которых использованы лоджии.
Конференц-зал главного корпуса в 1810-е годы по эскизу Д. Бернаскони был украшен живописными панно. В 1913 году деревянный купол над залом был заменён железобетонным, а в 1936 году из зала сделали вестибюль, соорудив в нём лестницу. У зала было четыре колонны, к ним добавили двенадцать, облицевав искусственным мрамором. Стены новой лестницы украшены каннелированными пилястрами. Панно в вестибюле были воссозданы в 1947 году.
В 1859 году у здания был установлен памятник Я. В. Виллие, созданный по проекту Давида Йенсена. В конце 1949 году, во время борьбы с космополитизмом, памятник был убран со своего места и разобран. В 1964 году памятник был собран вновь и установлен, но уже в парке академии. В 1996 году на место, где изначально стоял памятник Виллие, был перемещён фонтан «Гигиея», который к этому моменту находился там, где в  1996 году установили памятник военным медикам.

## Галерея

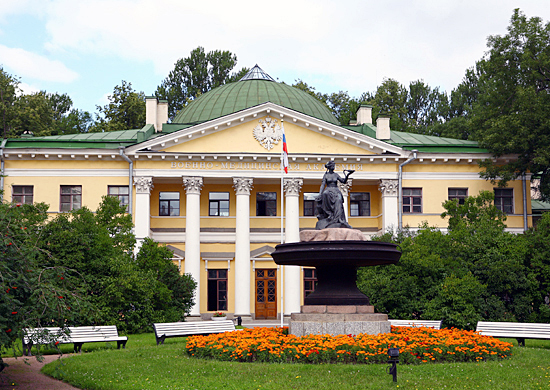
Главный корпус в глубине курдонёра с фонтаном-скульптурой «Гигиея»
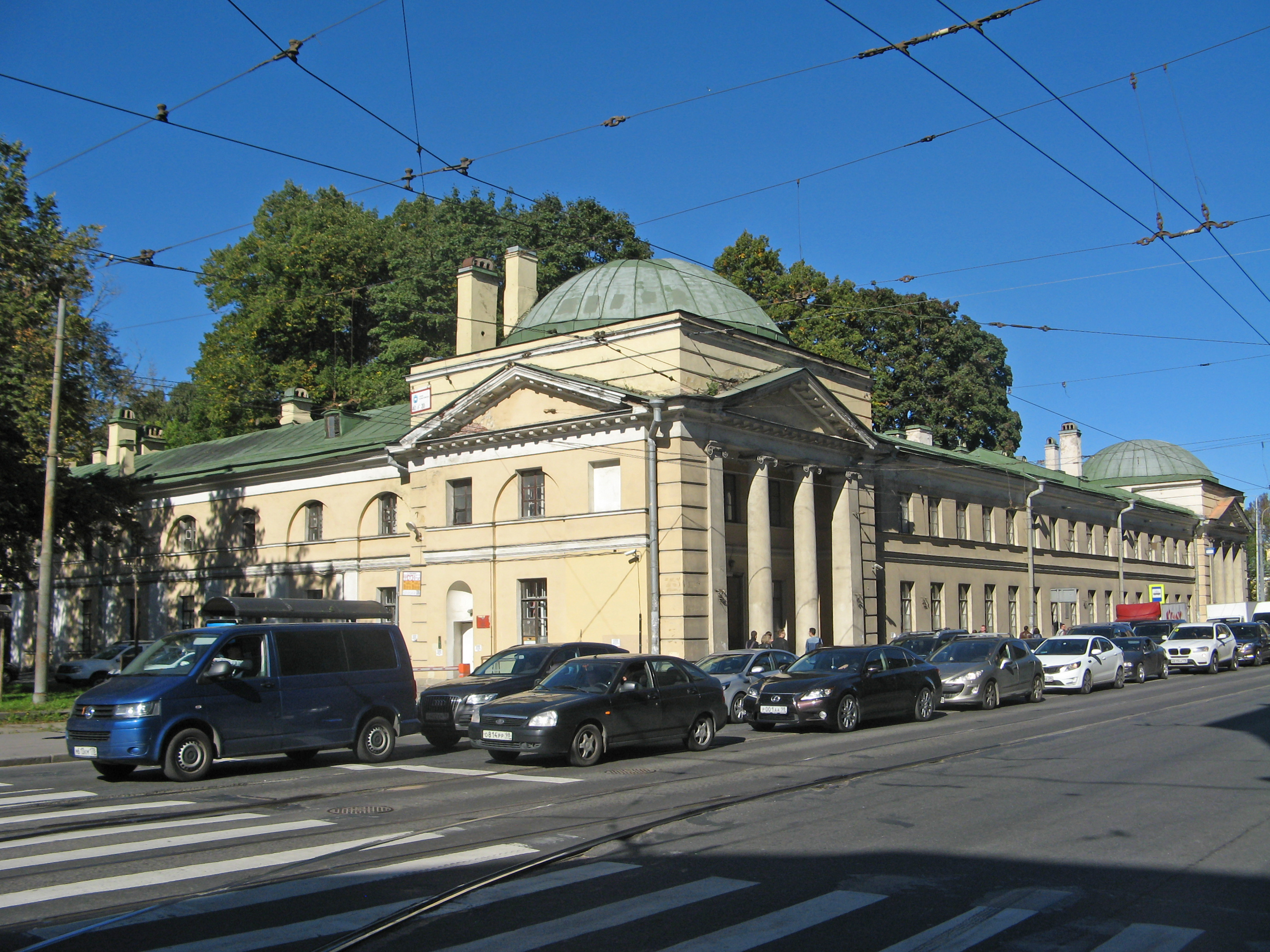
Боковой флигель, украшенный лоджией, с увенчанным куполом угловым павильоном
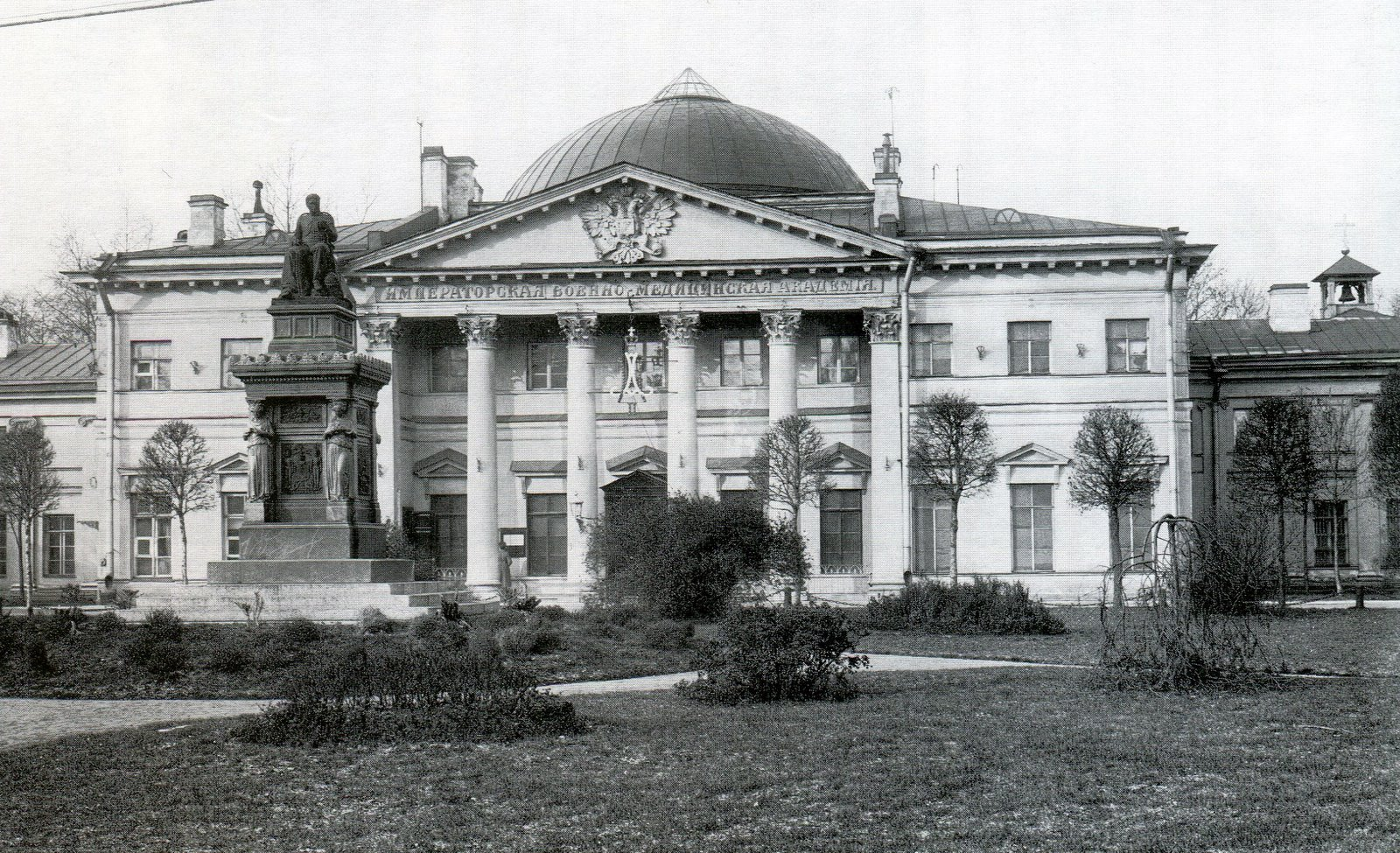
1914 год, перед зданием ещё стоит памятник Виллие
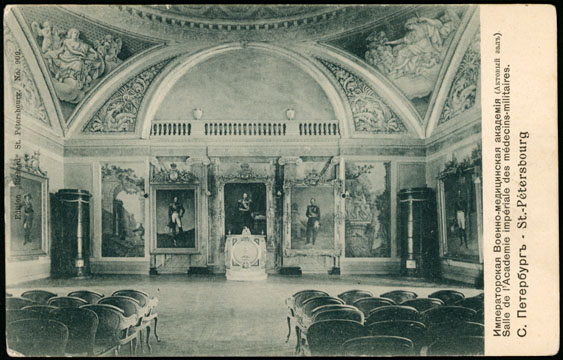
Актовый зал, между 1900 и 1917 годами